# Zane Huett
Zane Huett (ur. 9 maja 1997 w Riverside) – amerykański aktor dziecięcy.

## Filmografia
- 2009 Dear Lemon Lima jako Hercules Howard
- 2004 – 2008 Gotowe na wszystko jako Parker Scavo
- 2004 Miterius Skin jako syn Jacksona
- 2003 P.O.V.: The Camera's Eve jako Zane

## Nagrody
- 2006 Nagroda Młodych Artystów w kategorii najlepszy aktor drugoplanowy w serialu lub filmie telewizyjnym (w Gotowych na wszystko)